# 林靜怡
林靜怡（1985年11月20日—），台灣人，臺北縣中和市（今新北市中和區）出生，中華女排隊主攻手，身高178公分。
扣球最高到達點295公分，攔網點283公分。

## 經歷
- 積穗國小排球隊(第一屆)
- 積穗國中排球隊
- 中山工商排球隊[1]
- 台灣師範大學排球隊

## 國手紀錄
- 2005世大運金牌
- 2006世錦賽第12名[2][3]
- 2006杜哈亞運銅牌[4] [5]
- 2007世界女排大獎賽第12名

## 外部連結
- 通通都是林靜怡 （页面存档备份，存于） 林靜怡在YouTube的影片
- 通通都是林靜怡 （页面存档备份，存于） 林靜怡在YouTube的影片